# Amerikansk månfröranka
Amerikansk månfröranka (Menispermum canadense) är en tvåhjärtbladig växtart som beskrevs av Carl von Linné. Enligt Catalogue of Life ingår Amerikansk månfröranka i släktet månfrörankor och familjen Menispermaceae, men enligt Dyntaxa är tillhörigheten istället släktet månfrörankor och familjen Menispermaceae. Arten har ej påträffats i Sverige. Utöver nominatformen finns också underarten M. c. mexicanum.

## Bildgalleri

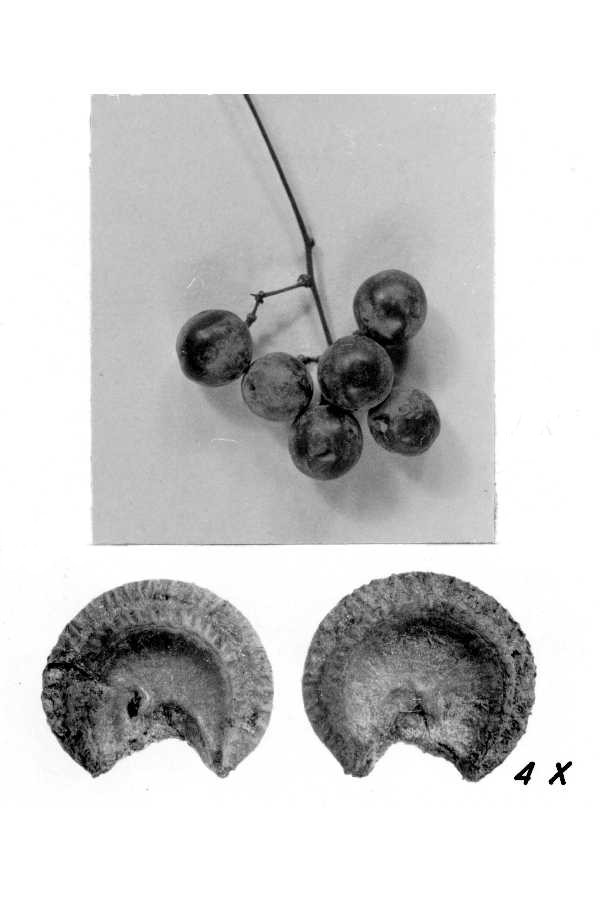